# قذانة
قِذَّانَة وهي قرية من قرى منطقة الباحة الواقعة في جنوب غرب المملكة العربية السعودية، وبالتحديد في قبيلة بالشهم من غامد، وقذانة إدارياً تابعة لإمارة بالشهم التي بكونها إحدى المراكز الإدارية التابعة لمحافظة بلجرشي.

## الموقع والحدود
تقع قرية قذانة في جنوب محافظة بلجرشي في أحضان جبل أثرب الذي يعتبر امتداد لجبال السروات ويمثل أعلى قمة لها، وتبعد قذانة عن الباحة عاصمة المنطقة بمسافة تزيد عن 60 كم، وعن بلجرشي بمسافة 29 كم تقريباً.

## الطبيعة
تتميز قرية قذانه بموقعها المنبسط زراعياً وغاباتها الكثيفة وجوها المعتدل ومنتزهاتها الخضراء ومن أبرز معالمها الحصون التي تحيط بها من جميع الاتجاهات، وأيضاً يقع بها سد وادي قذانه ومن روافده أودية (الرهوان، الأبناء، المانضة، ماهوبه، غيثة) ومن الغابات الواقعة بالقرية (غابة ماطوه - غابة الملتقى - غابة المعسر - غابة الكظامة - غابة عيبان - غابة الحلاة بجانب جبل أثرب).